# فسيفولود ياروسلافوفيتش
الأمير فسيفولود ياروسلافوفيتش (1030 – 1093) هو ابن يارسلاف الحكيم. الأمير المعظم في كييف منذ عام 1078 حتى وفاته، أمير تشيرنيهيف (1073 - 1076, 1077 - 1078) والأمير في دوقية بريسلافل. ينتمي إلى سلالة روريك.
ولد عام 1030. وورث بعد موت أبيه ياروسلاف امارة بيريسلافل.
ساعد في عام 1073 اخاه سفياتوسلاف من امارة شيرنيغوف في التربع على العرش في كييف ثم تربع هو نفسه على العرش عام 1077 بعد موت سفياتوسلاف. ثم تنازل عن العرش لصالح اخيه ايزياسلاف الذي عاد إلى البلاد من بولندا.
بعد موت إزياسلاف الأول في عام 1078 تولى الحكم في كييف مرة أخرى وظل يحكم البلاد حتى موته في عام 1093. وذلك بفضل انتصارات حققها ابنه فلاديمير مونوماخ.
اعتبر الأمير فسيفولود ياروسلافوفيتش من أكثر حكام روسيا تعليما حينذاك. وكان يتقن 5 لغات بما فيها لغة امه السويدية ولغة زوجته الأولى اليونانية ولغة زوجته الثانية البولوفيتسية وهي لغة اقوام بولوفتسي الرحال. وصار يستخدم لأول مرة في تاريخ امارة كييف لقب الأمير المعظم لكييف وسائر روسيا.